# Jack Stewart-Clark
Sir Jack Stewart-Clark, 3rd Baronat (* 17. September 1929 in South Queensferry, Schottland) ist ein britischer Politiker der Conservative Party.

## Frühes Leben und politische Karriere
Er ist der Sohn von Sir Stewart Stewart-Clark, 2nd Baronet und seiner Ehefrau Jane. Er wurde an Eton unterrichtet. Danach studierte er an Balliol College und die Harvard Business School. Während seines Militärdienstes war er ab 1948 Mitglied der Coldstream Guards. Er erreichte den Rang eines Leutnants. Seit 1958 ist er Mitglied der Royal Company of Archers. Von 1958 bis 1969 arbeitete er bei der Firma der Familie J. & P. Coats Ltd. Seit 1969 arbeitete er bei Philips. Er war Geschäftsführer von Philips Electrical Ltd von 1970 bis 1975 und dann schließend von 1975 bis 1979 von Pye Ltd. Ab 1979 war er Direktor einiger anderer Firmen. Während der britischen Unterhauswahlen von 1959 stellte er sich für den Wahlkreis Aberdeen North auf, verlor allerdings. Bei den Europawahlen 1979 stellte er sich für Sussex East auf. Er gewann diesen und hielt ihn bis zu dessen Auflösung 1994. Danach blieb er bis 1999 für den Wahlkreis East Sussex and Kent South im Europäischen Parlament. Im Parlament war er von 1992 bis 1997 Vizepräsident. 

## Persönliches
Er heiratete 1958 Jonkvrouwe Lydia Loudon. Sie ist die Nichte von Jonkheer John H. Loudon. Sie haben vier Kinder.
1995 erbte er Dundas Castle von seiner Mutter.

## Positionen
Er war gegen den Austritt aus der EU und sagte, dass das Parlament das Resultat blockieren sollte.